# كاستيلا (لاعب كرة قدم)
كاستيلا هو لاعب كرة قدم أنغولي في مركز الوسط، ولد في 7 فبراير 1970 في بنغيلا في أنغولا. شارك مع منتخب أنغولا لكرة القدم.

## وصلات خارجية
- كاستيلا (لاعب كرة قدم) على موقع قاعدة بيانات كرة القدم.إي يو (الإنجليزية)
- كاستيلا (لاعب كرة قدم) على موقع ناشيونال فوتبول تيمز (الإنجليزية)